# Julius Martin (Theologe)
Julius Christian Balthasar Martin (* 1. November 1812 in Eschwege; † 25. Juli 1894 in Kassel) war ein deutscher evangelischer Theologe, Generalsuperintendent und Mitglied der Ersten Kammer der kurhessischen Ständeversammlung. 

## Leben
Julius Martin wurde als Sohn des Politikers Siegmund Peter Martin (1780–1834) und dessen Ehefrau Amalie Rommel (1787–1859) geboren. Er absolvierte an den Universitäten in Marburg und Halle ein Studium der Theologie und legte das erste theologische Examen in Marburg ab. Nach seiner Ordination wurde er als Hilfspfarrer in Homberg eingesetzt. Nach dem zweiten theologischen Examen übernahm er die Stelle eines Lehrers an der Stadtschule in Homberg, wo er von 1837 bis 1843 Lehrer am Lehrerseminar war. 
1843 wurde er vom Landesherrn zum Hofprediger und Garnisonspfarrer ernannt.
1851 wurde er Konsistorialrat und 1856 Superintendent der Diözese Kassel. Damit nahm er auch die Stelle als Oberhofprediger ein. Diese Positionen hatte er, zuletzt als Generalsuperintendent,  bis zu seiner Pensionierung im Jahre 1888 inne.
In den Jahren 1856, 1858 und 1860 hatte er ein Mandat für die Erste Kammer der Kurhessischen Ständeversammlung. Diese wurde nach den Unruhen im Jahre 1830 zum Zweck der Beratung und Verabschiedung einer Verfassung gebildet und hatte bis 1866 Bestand, als das Land Hessen durch Preußen annektiert wurde.

### Familie
Nach dem Tod seiner ersten Frau Katharina Jordan im Jahre 1839 heiratete er am 9. Juli 1840 in Singlis Charlotte Graf (1821–1856). Aus der Ehe sind die Kinder Friedrich Wilhelm (1843–1920, Schulrat) und  Heinrich Karl (1849–1936, Forstwissenschaftler) hervorgegangen.